# Giovanni Alessio
Giovanni Alessio (* 22. März 1909 in Catanzaro; † 20. Juni 1984 in Florenz) war ein italienischer Sprachwissenschaftler, Italianist und Toponomastiker.

## Leben und Werk
Alessio promovierte mit der Arbeit Il sostrato latino nel lessico e nell'epo-toponomastica della Calabria meridionale (in: L’Italia dialettale 10, 1934, S. 112–190) und lehrte in Venedig, Triest, sowie im Ausland, ab 1945 in Florenz, ab 1952 in Bari. Von 1959 bis zu seiner Emeritierung war er Ordinarius für Sprachwissenschaft an der Universität Neapel.

## Werke
- Saggio di toponomastica calabrese, Florenz 1939
- Le origini del francese. Introduzione alle grammatica storica, Florenz 1946
- Sulla latinità della Sicilia, Palermo 1948
- L'elemento greco nella toponomastica della Sicilia, Florenz 1954
- La Calabria preistorica e storica alla luce dei suoi aspetti linguistici, Neapel 1956
- Panorama di toponomastica italiana, Neapel 1959
- (mit Carlo Battisti) Dizionario etimologico italiano, 5 Bde., Florenz 1950–1957; 1965, 1975 (4132 Seiten)
- Grammatica storica francese, 2 Bde., Bari 1951–1955
- Postille al dizionario etimologico italiano, Rom 1958
- Contributo linguistico alla preistoria, alla protostoria e alla storia della Lucania, Neapel 1962
- Hapax legomena ed altre cruces in Petronio, Neapel 1967
- Corso di glottologia, Neapel 1969
- Fortune della grecità linguistica in Sicilia I. Il sostrato, Palermo 1970
- Lexicon etymologicum. Supplemento ai dizionari etimologici latini e romanzi, Neapel 1976
- (mit Marcello de Giovanni) Preistoria e protostoria linguistica dell’Abruzzo, Lanciano 1983